# Радиационный инцидент в Электростали
Радиационный инцидент в Электростали — авария, произошедшая 12 апреля 2013 года в Электростали (Московская область, Россия). Причиной стало попадание двух радиационных головок гамма-дефектоскопов с источником цезия-137 в плавильную печь одного из арендованных цехов ЭЗТМ.

## Хронология
12 апреля 2013 года в 18:30 при дозиметрическом контроле были обнаружены источники ионизирующего излучения. На сайте администрации г.о. Электросталь появилось сообщение о том, что на участке цветного литья предприятия, арендующего помещение у ОАО «ЭЗТМ», зафиксировали незначительное превышение радиационного фона при отгрузке готовой продукции. Было заявлено, что уровень радиации в зоне жилой застройки в норме и ситуация не представляет угрозы для жизни и здоровья населения. Несмотря на это, сразу же после известия был эвакуирован персонал и посетители боулинг-клуба, находящегося через дорогу от здания цеха, а улица, на которой он находился, была оцеплена. 
13 апреля жители города стали жаловаться на неприятный запах. СМИ предположили, что источником запаха являются высокотоксичные нестабильные изотопы бериллий-7 и бериллий-10, ПДК которых составляет 0,001 мг/м3, но вскоре эту информацию опровергли.
В тот же день на сайте МЧС Московской области появилась информация о незначительном превышении уровня радиации в городе.
15 апреля была начата работа по дезактивации заражённых территорий. В тот же день она была окончена.
16 апреля поступило сообщение от АО «МСЗ», в котором сообщалось, что источником радиации предположительно является цезий-137.
21 апреля в интернете был опубликован видеоролик, в котором были показаны актуальные данные дозиметрического контроля внутри цеха. Предоставленные показатели достигали значений в 59 мкЗв/ч, при средних по городу 0,17 мкЗв/ч. За дело взялось российское отделение международной организации Greenpeace, по результатам их замеров радиационный фон в жилых зонах, находящихся в непосредственной близости к очагу аварии, достигал 1,20 мкЗв/ч.
После поступившей информации от Greenpeace, было принято решение о продолжении работ по дезактивации заражённых территорий, в которой принимало участие ФГУП «Радон». 
«Груз загрязненных радиацией материалов с завода в подмосковной Электростали принят на хранение в Объединенный эколого-технологический и научно-исследовательский центр по обезвреживанию радиоактивных отходов и охране окружающей среды» — ИТАР-ТАСС.
В настоящее время появляется информация о локальных очагах загрязнения, но общий гамма-фон воздуха не превышает безопасные показатели. Угрозы для жителей города нет.

## Судебное дело
1 февраля 2016 года по решению суда деятельность ОАО «ЭЗТМ» была приостановлена на 90 дней. Причиной этого стала внеплановая проверка Роспотребнадзора, которая выявила нарушения норм радиационной безопасности, угрожавшие радиоактивным загрязнением окружающей среды.